# The Press
The Press — ежедневная широкополосная газета, публикуемая в Крайстчерче, Новая Зеландия. Газета принадлежит Fairfax Media.

## История

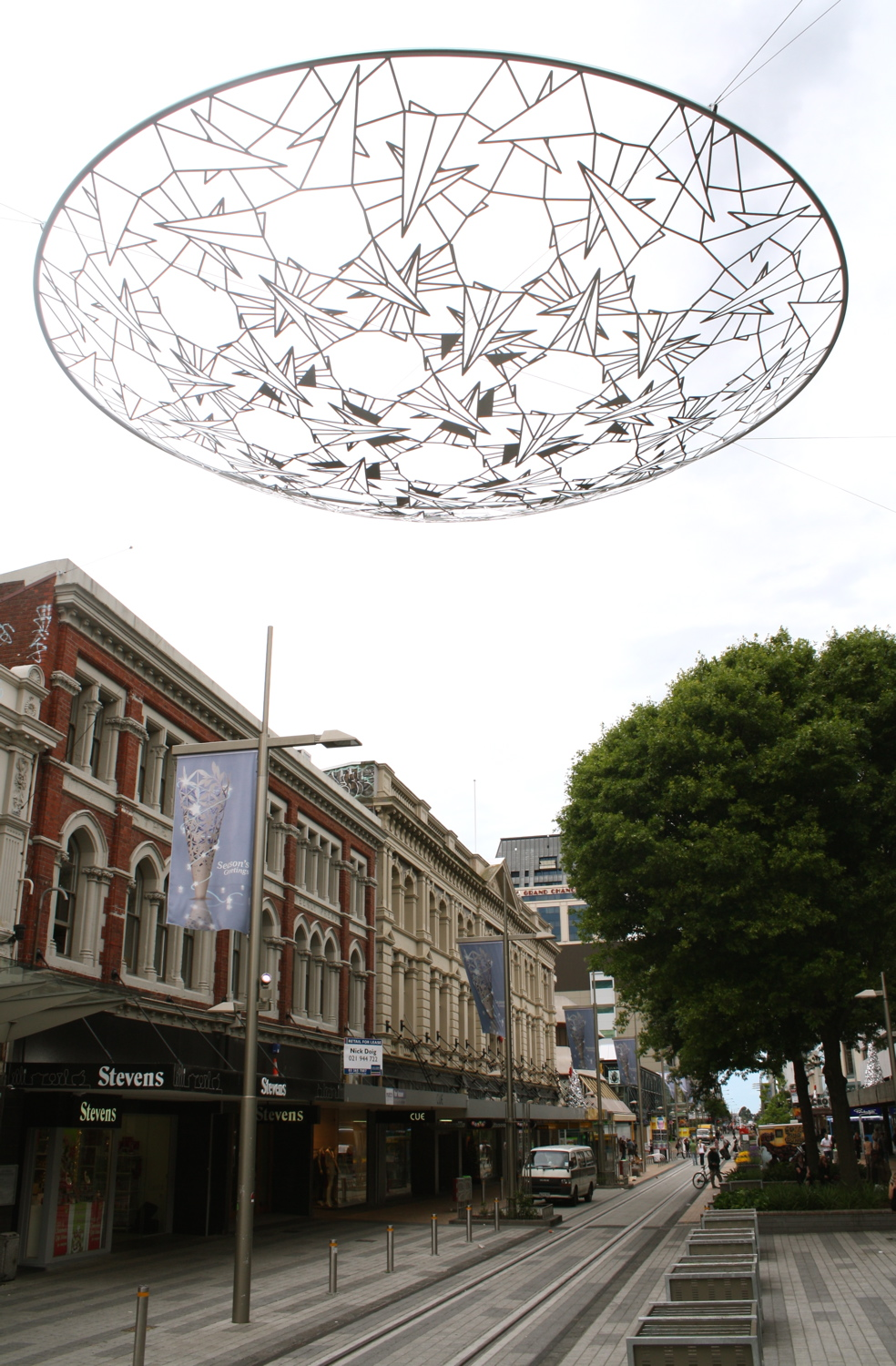
Бывшее здание The Press на Кешел-стрит, используемое редакцией до 1908 года.

В декабре 1850 года в Литтелтон на судне Шарлотта Джейн прибыл Джеймс Фицджеральд. В январе 1851 года он стал первым редактором Lyttelton Times, первой газеты в Кентербери. В 1853 году Фицджеральд стал уделять большую часть времени политике, и уволился из Lyttelton Times. После нескольких лет, проведённых в Великобритании, он вернулся в Кентербери, озабоченный намечающейся программой капитального строительства под эгидой провинциальных органов власти. Наибольшую тревогу вызывало у него предложение о строительстве Литтелтонского железнодорожного тоннеля, которое он считал безответственным с финансовой точки зрения. Однако идея этого строительства поддерживалась в его бывшей газете, Lyttelton Times. Главный редактор Lyttelton Times, Кросби Уорд, допустил включение непроверенного материала, что подтолкнуло Фицджеральда к основанию The Press как конкурирующей газеты.
Фицджеральд отобедал с политиком, Джоном Уоттс-Расселом, который инвестировал в газету 500 фунтов стерлингов при условии, что Фицджеральд станет во главе новой газеты. Затем он заручился поддержкой преподобного Джона Рейвена (англ. John Raven), который организовал типографию. Другими членами оргкомитета The Press были Г. П. Ленс (англ. H. P. Lance), Генри Танкред и Ричард Дж. С. Харман (англ. Richard J. S. Harman); все они были поселенцами-аристократами.
Первый номер The Press вышел 25 мая 1861 года. Редакция газеты размещалась в небольшом коттедже на огороженном участке, принадлежавшем Джону Рейвену, расположенном к западу от Монреаль-стрит (англ. Montreal Street), между Вустер-стрит (англ. Worcester Street) и Глостер-стрит (англ. Gloucester Street), напротив нынешней художественной галереи. Первый выпуск газеты представлял собой шестистраничный таблоид и продавался за шесть пенсов. Газета выпускалась еженедельно. Общественность считала Фицджеральда владельцем The Press, однако газета официально заявила, что 

…это не факт, что мистер Фицджеральд имеет какую-либо материальную или официальную связь (с газетой)Оригинальный текст (англ.)it is not a fact that Mr FitzGerald has either pecuniary or official connexion— 
В феврале 1862 года была предпринята попытка образования компании и оформления прав собственности на газету. Был составлен черновик акта «Об объединении собственников The Press» (англ. The Proprietors of The Press), в котором были перечислены пять членов предыдущего оргкомитета (Уоттс-Рассел, Рейвен, Ленс, Танкред и Харман), а также пять новых членов: Альфред Ричард Крейк, Джон Холл, Джозеф Бриттан, Айзек Куксон и Джеймс Сомервилль Тернбулл (англ. James Somerville Turnbull). К удивлению, этот документ так и не вступил в законную силу, а четырьмя месяцами позже Фицджеральд, который не инвестировал средства в газету, стал её единоличным владельцем «благодаря щедрости собственников», как он назвал это позднее.
13 июня 1863 года в The Press под псевдонимом Cellarius была опубликована первая часть романа «Едгин» Сэмюэла Батлера, «Дарвин среди машин».
В 1905 году The Press приобрела участок под строительство на Кафедральной площади (англ. Cathedral Square) за 4000 фунтов стерлингов. Затем за 5000 фунтов стерлингов компания выкупила у Theatre Royal Syndicate права на участок, где поначалу должен был быть построен театр Royal. Этот участок стал улицей Пресс-лейн (англ. Press Lane). В 1907 году здесь началось строительство здания The Press. В феврале 1909 года редакция газеты переехала сюда с Кешел-стрит (англ. Cashel Street). Здание использовалось редакцией газеты до 22 февраля 2011 года.
В 1930-х годах The Press начала поиски способов сокращения времени доставки газет на Западное побережье. Доставка по дорогам в то время была сложной, а Департамент железных дорог Новой Зеландии не хотел менять расписание движения обычных пассажирских поездов, с тем, чтобы они отправлялись ранним утром, как того хотела The Press. Специальное финансирование перевозок прессы пассажирскими поездами стало бы для газеты нерентабельным, а грузовые поезда не обеспечивали необходимой скорости доставки. Поэтому The Press решила спонсировать постройку и эксплуатацию двух небольших дизельных автомотрис Leyland для обеспечения доставки газет по железной дороге за приемлемое время. Эти автомотрисы были введены в эксплуатацию 3 августа 1936 года. В 02:20 ночи они покидали Крайстчерч и следовали по Мидленд-лайн до Греймута, куда они прибывали в 06:40 утра, а затем по ветке Росс к 8:00 утра прибывали в Хокитику. Это позволило доставлять газеты значительно быстрее, чем это было возможно ранее. В начале 1940-х годов автомотрисы Leyland были заменены более крупными автомотрисами Vulcan.
В феврале 2011 года главное здание The Press в центре Крайстчерча серьёзно пострадало в результате землетрясения. Управление выпуском всей продукции до июня 2012 года осуществлялось с типографии The Press, расположенной неподалёку от аэропорта Крайстчерч. К июню 2012 главное здание The Press было частично восстановлено и обновлено. Оно стало одним из первых восстановленных и вновь эксплуатируемых зданий в городском центре Крайстчерча.
По состоянию на начало ноября 2013 года The Press являлась старейшей всё ещё выпускаемой на Южном острове Новой Зеландии газетой.
Девиз газеты, вынесенный в заголовок — лат. Nihil utile quod non honestum можно перевести как «Ничего не полезно, если это нечестно».

## Современность

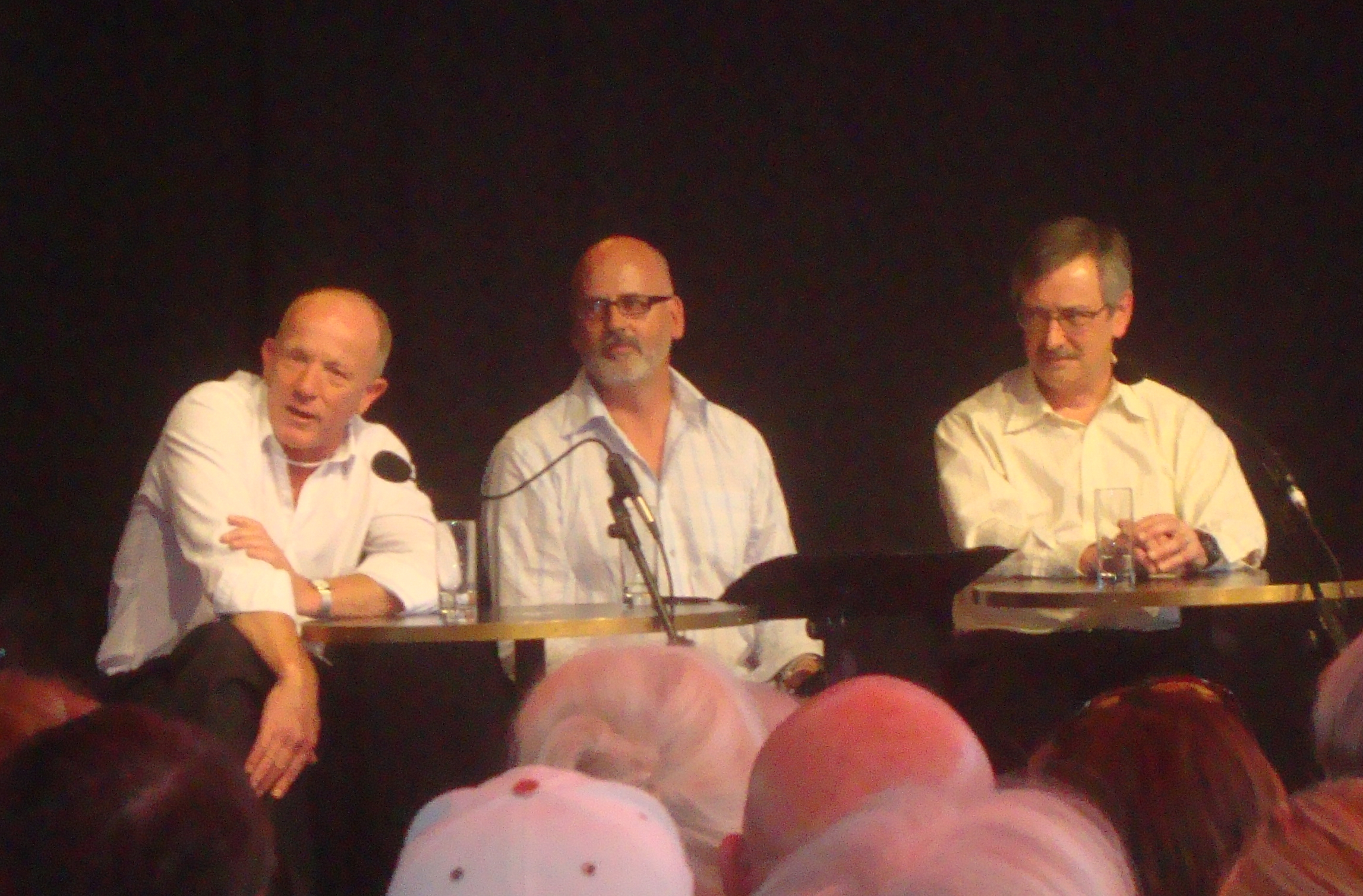
Слева направо: Беннетт, Джо (писатель) (писатель), Эндрю Холден (Andrew Holden, бывший главный редактор The Press) и Орам, Род (журналист).

По состоянию на начало ноября 2014 года The Press с тиражом 66 795 экземпляров была крупнейшей газетой на Южном острове Новой Зеландии, публикуемой ежедневно, кроме воскресенья. Общественные газеты — The Christchurch Mail, Northern Outlook и Central Canterbury News также публикуются издательством The Press и являются бесплатными.
The Press в 2006 году получила награду «Лучшая газета Новой Зеландии» (англ. Best New Zealand Newspaper), а в 2006 и в 2007 годах получила приз как лучшая ежедневная газета с тиражом более 25 000 экземпляров в конкурсе Qantas Media Awards. Газета также получила несколько других тематических наград за свои колонки «Zest» и «Drive».
В 2011 году The Press получила награду за лучший дизайн (англ. Best Design) в конкурсе Canon Media Awards и приз «За лучшее информационное обеспечение» (англ. Best Breaking News Coverage) за материалы на веб-сайте о землетрясении в Крайстчерче 22 февраля 2011 года.  В том же 2011 году The Press стала «Газетой года» (англ. Newspaper of the Year) в конкурсе Ассоциации тихоокеанских газетных издательств, PANPA в категории изданий с тиражом 25 000 — 90 000.

## Главные редакторы
В разное время главными редакторами The Press были:
- 1861 Джордж Сейл[англ.]
- 1861—1868 Джозеф Вил Колборн-Вил (англ. Joseph Veel Colborne-Veel)
- 1868 Чарльз Уильям Пернелл (англ. Charles William Purnell)
- 1868—1878 Джозеф Вил Колборн-Вил (англ. Joseph Veel Colborne-Veel)
- 1878—1894 Джон Стил Гатри (англ. John Steele Guthrie)
- 1894—1919 Майкл Кормак Кин (англ. Michael Cormac Keane)
- 1919—1929 Уильям Генри Триггс[англ.]
- 1929—1932 Оливер Дафф[англ.]
- 1932—1957 Пирс Хьюго Нейпир Фрит (англ. Pierce Hugo Napier Freeth)
- 1957—? Артур Роллстон Кант (англ. Arthur Rolleston Cant)
- ?—? Бинни Лок (англ. Binney Lock)
- ?—2012 Эндрю Холден (англ. Andrew Holden)
- 2012 — … Джоанна Норрис (англ. Joanna Norris)